# Rocketeer

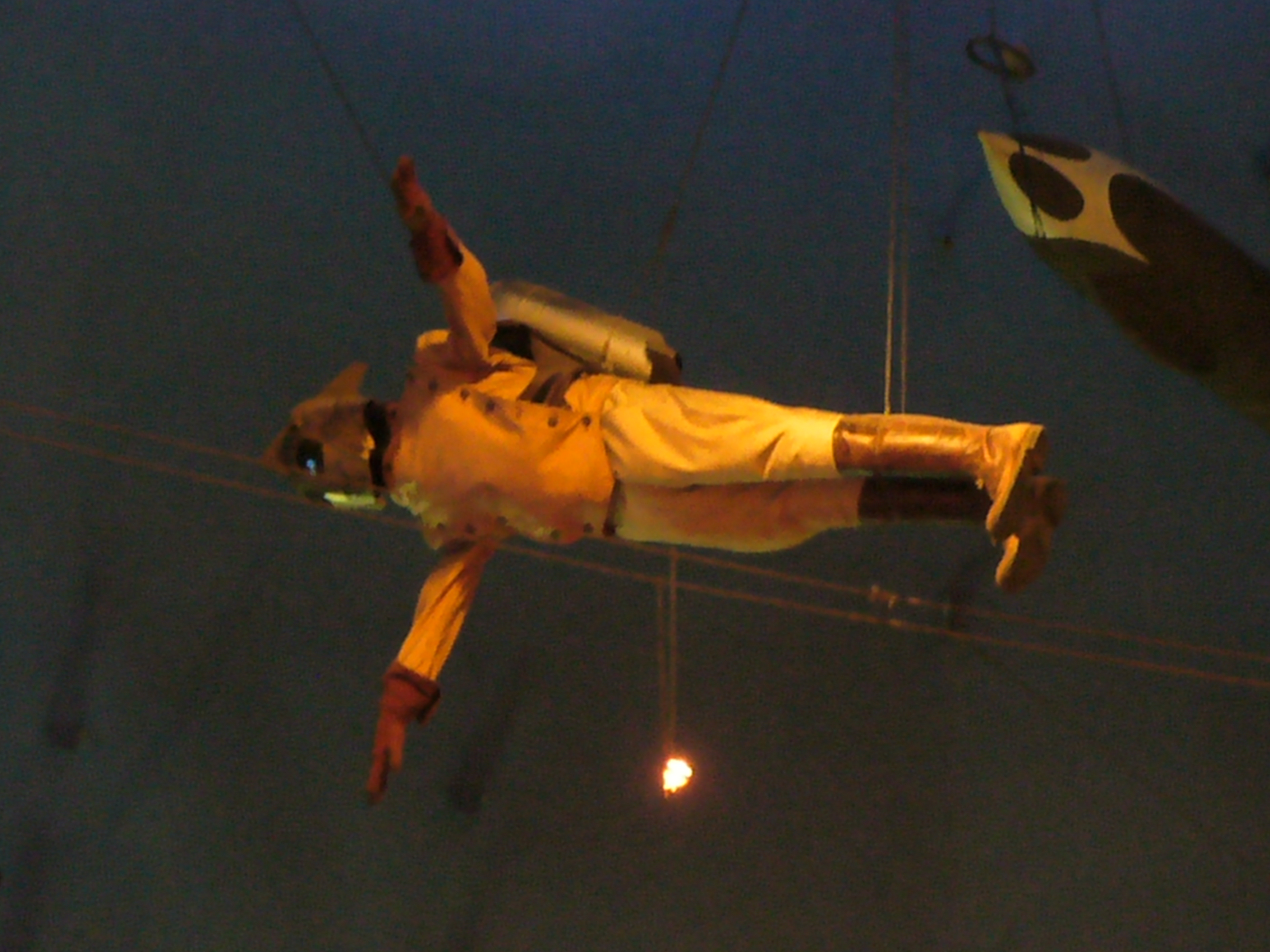
Kostüm des Rocketeer im Planet Hollywood in Orlando

Rocketeer (Alternativtitel Rocketeer – Der Raketenmann, Originaltitel The Rocketeer) ist ein US-amerikanisches Science-Fiction-Abenteuer aus dem Jahr 1991. Der Film ist eine Produktion der Disney-Filmtochter Touchstone Pictures und wurde von Joe Johnston nach der Comic-Vorlage von Dave Stevens gedreht. 

## Handlung
Südkalifornien im Jahr 1938: Der charmante, aber etwas linkische Pilot und Draufgänger Cliff Secord fühlt sich vom Pech verfolgt. Erst setzt er seine neue Maschine schrottreif in den Sand, als er einem Gangster verfolgenden FBI-Agenten ausweichen muss. Dann bleibt er auf der durch den Crash verursachten Schadenssumme sitzen und schließlich trennt sich seine Freundin Jenny, eine angehende Jung-Schauspielerin, von ihm.
Doch dann finden er und sein Mechaniker und Freund Peevy versteckt im Hangar, worauf die Gangster und die FBI-Agenten es abgesehen hatten: einen auf den Rücken schnallbaren Raketenmotor, der einem Menschen das Fliegen ermöglicht. Mit Hilfe von Peevy lässt sich Cliff einen goldfarbenen Helm mit Steuereinrichtung konstruieren und düst fortan als maskierter „Rocketeer“ durch die Lüfte rund um Los Angeles, um Menschen zu helfen.
Als er Jenny davon berichten will, hat die sich bereits dem berühmten Leinwand- und Frauenhelden Neville Sinclair hingegeben. Der arbeitet jedoch mit dem Gangster Eddie Valentine zusammen und macht ihr nur den Hof, um hinter das Versteck der Rakete zu kommen. Cliff kann jedoch einem Hinterhalt in Valentines mondänem Nachtclub entkommen und sich zudem mit Jenny versöhnen.
Doch dann wird Jenny von Sinclair gefangen genommen. Als Cliff zur Rettung eilen will, wird er von den FBI-Agenten gestellt und zum Besitzer der Rakete gebracht, dem Millionär Howard Hughes. Er klärt Cliff auf, dass die Rakete ein gescheitertes Projekt von ihm war, hinter dem nun die Nazis wegen ihres militärischen Nutzens her sind. Patent und Exemplar soll den Deutschen ein Spion beschaffen, der in Hollywood tätig ist.
Was Cliff langsam dämmert, wird Jenny in Neville Sinclairs Villa schnell klar: Sinclair ist der Spion, der sie gegen die Rakete eintauschen will. Am Übergabeort, dem Griffith-Observatorium, überschlagen sich die Ereignisse: Valentine wird über Sinclair aufgeklärt, der sich daraufhin mittels eines Trupps Nazisoldaten der Schießerei gegen die Gangster und die ebenfalls anwesenden FBI-Agenten entzieht. Mit seiner Geisel im Schlepptau entflieht er mit dem Luftschiff Luxemburg in den Himmel. Nur der Rocketeer kann noch helfen.
Im Zuge des Showdowns auf und an Bord des Zeppelins kann Cliff die Nazis überwältigen, Jenny retten und Sinclair sowie die Rakete mit einem Trick vernichten. Im letzten Moment retten Peevy und Hughes per Hubschrauber-Prototyp das Paar von dem explodierenden Flugwerk. Cliff bekommt am Ende seine Jenny und von Howard Hughes ein neues Flugzeug.

## Produktion
Die Comic-Vorlage von Dave Stevens ist inspiriert durch die sehr erfolgreiche Kino-Kurzfilmreihe King of the Rocket Men aus den 1930er bzw. 1940er Jahren.
Die Dreharbeiten begannen am 10. September 1990 und fanden in den Gegenden um Los Angeles und Santa Maria statt, sowie in Soundstages in Los Angeles.
Die von James Horner komponierte Filmmusik wurde an sieben Tagen im April und Mai 1991 in der Sony Pictures Scoring Stage aufgenommen. Tonmeister war Shawn Murphy. Der Soundtrack umfasst außerdem die zwei Big-Band-Songs Begin The Beguine von Cole Porter und When Your Lover Has Gone von Einar Aaron Swan. Beide wurden für The Rocketeer von Billy May arrangiert und von Melora Hardin unter dem Dirigat von James Horner eingesungen. Die Aufnahme dieser Stücke fand im Studio Group IV Recording in Hollywood statt. Für ein 1991 veröffentlichtes Soundtrack-Album erstellten Horner und Murphy neue Remixe der Musik. Der originale Film-Soundtrack sowie das Album von 1991 wurden 2020 gemeinsam auf einer Doppel-CD von Intrada veröffentlicht; die Partitur folgte 2023 durch Chris Siddall Music Publishing.
Die Uraufführung fand am 19. Juni 1991 im El Capitan Theatre in Hollywood statt.
Der Film startete am 15. August 1991 in den deutschen Kinos.

## Trivia
- Die Rolle des Cliff Secord wurde zunächst Johnny Depp angeboten.
- Hauptdarsteller Bill Campbell und die spätere Oscar-Gewinnerin Jennifer Connelly waren auch außerhalb der Sets ein Liebespaar und führten mehrere Jahre lang eine Beziehung.
- Cliff kann dem FBI aus Howard Hughes’ Haus entkommen, indem er an einem Modellflugzeug ins Freie segelt. Das Modell stellt die Spruce Goose dar, ein gigantisches Flugzeug, das von Hughes gebaut worden war und von dem man behauptete, es würde niemals fliegen. Dies ist der Hintergrund des ironischen Endes der Einstellung, wenn Hughes mit Blick auf das davonfliegende Modell meint: „It does fly!“ („Das verdammte Ding fliegt ja doch!“)
- Die Disney-Studios verwendeten für diesen Film erstmals die experimentelle Shaky-cam, bei der Vibrationen in der Kulisse direkt auf das Bild übertragen werden.
- Daltons Rolle Neville Sinclair wurde weitgehend Schauspiellegende und Frauenheld Errol Flynn nachempfunden. Dies erklärt auch Sinclairs Ausspruch: „I do my own stunts!“ („Ich mache meine eigenen Stunts!“), was ein Markenzeichen Flynns war. Dieser geriet seinerzeit darüber hinaus ebenfalls in Verdacht, ein Agent für Nazi-Deutschland gewesen zu sein.
- Kurz bevor Sinclair aus dem brennenden Zeppelin flieht, sinniert er „I’ll miss Hollywood!“ Dies kam dann auch so und er stürzt in unmittelbarer Nähe in den Schriftzug LAND. Bis 1945 stand tatsächlich HOLLYWOODLAND in übergroßen Buchstaben an dem Hügel vor Los Angeles, bis die Schrift von der Stadt übernommen und gekürzt wurde. Der Film liefert mit dem Finale eine fiktive Erklärung hierfür.
- Der extrovertierte Millionär Howard Hughes kommt in der Comicvorlage nicht vor, wird aber genannt. Der eigentliche Schöpfer der Rakete, der Erfinder Doc Savage, durfte aus lizenzrechtlichen Gründen nicht verwendet werden.
- Das von Secord am Anfang des Films geflogene Flugzeug war ein Gee Bee Z Racer, das seinerzeit schnellste kontinentale Luftfahrzeug der Welt, gebaut von der Granville Brothers Aircraft Company.
- Dave Stevens, der Autor der literarischen Vorlage, hat in dem Streifen einen Gastauftritt als Raketenpilot in dem von Hughes gezeigten Testfilm.
- Für etliche Fernsehausstrahlungen war bzw. ist der Film an einigen Stellen gekürzt. Besonders betroffen war das Finale; unter anderem fehlen die Szenen, wie Sinclair den deutschen Verbindungsagenten erschießt und aus dem Zeppelin wirft, Sinclair mit der Rakete zu Boden stürzt sowie Lothars Ableben.
- Das Fahrgeschäft „Commander“ greift das Design und die Ästhetik von The Rocketeer auf.[5][6] Der „Commander“ ist ein Fahrgeschäft Typ Shake R5 vom Hersteller Mondial, bei dem die Fahrgäste in einer kreisförmigen Gondel sitzen, die hin und her schwingt und sich gleichzeitig um ihre eigene Achse dreht. Das Fahrgeschäft integriert Elemente wie das Raketenrucksack-Motiv, den Art-déco-Stil und die luftfahrtbezogene Gestaltung und zollt so dem ikonischen visuellen Stil des Films Tribut.

## Synchronisation
| Rolle                   | Darsteller        | Synchronsprecher   |
| ----------------------- | ----------------- | ------------------ |
| Clifford „Cliff“ Secord | Bill Campbell     | Udo Schenk         |
| Jennifer „Jenny“ Blake  | Jennifer Connelly | Carin C. Tietze    |
| Neville Sinclair        | Timothy Dalton    | Lutz Riedel        |
| A. „Peevy“ Peabody      | Alan Arkin        | Norbert Gescher    |
| Eddie Valentine         | Paul Sorvino      | Hartmut Neugebauer |
| Howard Hughes           | Terry O’Quinn     | Reinhard Glemnitz  |
| Lothar                  | Tiny Ron          | Hartmut Neugebauer |
| FBI-Agent Fitch         | Ed Lauter         | Dirk Galuba        |
| FBI-Agent Wolinski      | James Handy       | Fred Maire         |
| Malcolm                 | Eddie Jones       | Norbert Gastell    |
| Spanish Johnny          | Robert Miranda    | Gudo Hoegel        |

## Kritiken
„Turbulente Verfilmung eines Comic strips, die Realteile, Animationen und Trickaufnahmen zu einem rasant-vergnüglichen Abenteuer verbindet. Sympathisch vor allem durch die einfallsreiche Ausstattung und zahlreiche amüsante Zwischentöne.“

## Medien

### DVD-Veröffentlichung
- Rocketeer. Buena Vista Home Entertainment 2003

### Soundtrack
- James Horner, Cole Porter, E. A. Swan: The Rocketeer. Music From the Original Motion Picture Soundtrack. Hollywood Records 1991, Tonträger-Nr. HWD CD 14 570023-2 – Originaleinspielung der Filmmusik unter der Leitung von James Horner
- James Horner, Cole Porter, E. A. Swan: The Rocketeer. Original Motion Picture Soundtrack. Intrada 2020, Special Collection Vol. 455.